# John Neale Dalton
John Neale Dalton, KCVO, CMG (24 de septiembre de 1839 – 28 de julio de 1931) fue capellán de la reina Victoria y tutor del rey Jorge V del Reino Unido y de su hermano el duque de Clarence y Avondale. Como parte de la educación de los príncipes los acompañó en sus viajes de entrenamiento en los buques HMS Britannia y HMS Bacchante de 1877 a 1882.

## Vida y relaciones con la realeza
Dalton nació en Margate, Kent y sus padres fueron el reverendo John Neale Dalton y Elisa Maria Allies. Asistió a la Blackheath Proprietary School, antes de matricularse en el Clare College de Cambridge en 1858. Fue un estudiante muy capaz, logró su BA (primera clase) en 1863 y su maestría en 1866, además de ganar el premio Schofield durante sus estudios en 1864. Fue nombrado cura de la parroquia de Whippingham en la isla de Wight en 1869, la iglesia a donde asistía la familia real cuando se hospedaba en Osborne House, su casa de veraneo en la isla. La reina Victoria conoció a Dalton y lo eligió para convertirse en tutor de sus nietos, el príncipe Alberto Víctor, duque de Clarence y su hermano menor, el príncipe Jorge (que más tarde sería Jorge V), que por esas fechas tenían 7 y 6 años. Dalton se mudó al castillo de Windsor y continuó como su tutor a través de los siguientes catorce años.
El joven príncipe Jorge, aunque no destacó intelectualmente, resultó el más capaz y dispuesto a aprender. Alberto Víctor, su hermano y eventual heredero al trono, era considerado perezoso y tonto. Aunque se planeaba que Jorge hiciera una carrera en la marina, llegaron a la conclusión de que no era prudente separarlo de su hermano, sobre quien ejercía una buena influencía. En consecuencia, ambos muchachos se unieron en calidad de cadetes al buque de entrenamiento HMS Britannia  en septiembre de 1877. Dalton acompañó a los chicos y se desempeñó como capellán de la nave.
La formación en el Britannia llegó a su fin en 1879. Nuevamente se propuso que Alberto Víctor asistiera a una escuela, pero Dalton recomendó que los hermanos permanecieran juntos. En su lugar se acordó que ambos príncipes y Dalton navegaran en el HMS Bacchante, con un equipo cuidadosamente seleccionado para ejercer una buena influencia en los chicos. El capitán, Lord Charles Scott, era hijo del duque de Buccleuch, mientras que su sobrino el futuro duque formaba parte de la tripulación. Otros tripulantes también fueron elegidos por sus conexiones reales. A pesar de las instrucciones reales que los príncipes fueran tratados «igual que los otros guardiamarinas ordinarios», Dalton limitó su contacto con otros miembros de la tripulación, alejándolos de cualquiera que se mostrara demasiado amigable.
La gira terminó en agosto de 1882 y Dalton regresó con sus pupilos a Inglaterra. Guardó numerosos recuerdos de este viaje y también se llevó con él al marinero que había sido asignado como su sirviente, quien continuó trabajando para él por los próximos 50 años. Además fue presentado con Catherine, la hermana de uno de los miembros de la tripulación, que poco después aceptó casarse con él a pesar de ser considerablemente más joven.
El príncipe Jorge volvió a la Marina Real Británica y Alberto Víctor continuó con un año más de tutoría intensiva con Dalton, con el objeto de prepararse para asistir a la Universidad de Cambridge. Dalton se casó con Catherine el 16 de enero de 1886 y su primer hijo, Edward Hugh John Neale Dalton, nació en agosto de 1887, en su casa de Neath en West Glamorgan. El príncipe Eduardo fue su padrino. Su segunda hija, Alexandra Mary, nació en 1891.
Dalton fue cura de Sandringham y canónigo de la capilla de San Jorge del castillo de Windsor. Fue también capellán ordinario, capellán doméstico del soberano y subdiácono de la capilla real al servicio de la reina Victoria y de Eduardo VII, capellán del príncipe Jorge como duque de York y como príncipe de Gales. Fue nombrado compañero de la Orden de San Miguel y San Jorge en 1881 y caballero comendador de la Real Orden Victoriana en 1911. En 1920, recibió un doctorado honorario en leyes por la Universidad de Leeds.
Falleció el 28 de julio de 1931 a la edad de 91 años.